# Institut für Geschichtliche Landeskunde Rheinland-Pfalz
Das Institut für Geschichtliche Landeskunde Rheinland-Pfalz (bis 2022 Institut für Geschichtliche Landeskunde an der Universität Mainz e. V.; kurz IGL) ist eine 1960 gegründete außeruniversitäre Forschungseinrichtung, die sich der Geschichte und Sprache des heutigen Bundeslandes Rheinland-Pfalz und der mit ihm historisch verbundenen angrenzenden Gebiete widmet.

## Geschichte
Erste Überlegungen zur Gründung eines Landesinstituts gab es bereits in der Frühzeit der wiederbegründeten Johannes Gutenberg-Universität Mainz. In den 1950er Jahren forschte Ludwig Petry im Bereich Landesgeschichte am Historischen Seminar. Im Januar 1958 legte Petry ein Memorandum zur Gründung eines eigenständigen Instituts für Geschichtliche Landeskunde vor. Darin verwies er auf die Überlastung seiner Seminarabteilung mit Lehre und Prüfungen sowie außeruniversitärer Anforderungen, wies auf die mangelnde Vernetzung der Geschichtsvereine und Arbeitsgemeinschaften im Lande hin und hob als Vorbilder der geplanten Gründung folgende Institute in der BRD hervor: Bonn (Institut für geschichtliche Landeskunde der Rheinlande, IgL), Freiburg (Alemannisches Institut) und Marburg (Landesamt für geschichtliche Landeskunde).
Am 1. April 1960 fand in Mainz die Gründungsversammlung des Instituts für Geschichtliche Landeskunde an der Universität Mainz e. V. statt. Bestimmend für die Institutsarbeit der frühen Jahre war historische Grundlagenforschung. Neben der Koordinierung der Flurnamenforschung in Rheinland-Pfalz, wobei zwischenzeitlich an eine Übernahme der Sammlung Christmann in Kaiserslautern gedacht wurde, widmete man sich der Erschließung auswärtiger Quellen zur Landesgeschichte, der historisch-topografischen Dokumentation in Form von Ortslexika (seit 1965) und Karten für Fragen der Raumordnung und Verwaltungspraxis.
Direktoren und Erste Vorsitzende des Instituts:
- Ludwig Petry (1960–1976),
- Alois Gerlich (1976–1994),
- Michael Matheus (1994–2003, 2013–2020, 2021–2022),
- Franz Josef Felten (2003–2013),
- Damaris Nübling (2020–2021),
- Nina Gallion (2021),
- Hans Berkessel (2021–2022),
- Christian Geulen (2022–heute),
- Leif Scheuermann (2022–heute)

Auf der Mitgliederversammlung am 1. Juni 2022 wurde durch die Mitglieder neben einem neuen Vorstand auch ein neuer Vereinsname gewählt und der Zusatz „an der Universität Mainz“ wurde gegen „Rheinland-Pfalz“ ausgetauscht. Dies solle laut Pressemitteilung den Charakter als Landeseinrichtung widerspiegeln, gleichzeitig aber eine Wiedererkennbarkeit der „Marke IGL“ weiterhin ermöglichen.

## Vereinsstruktur
Der über 800 Mitglieder starke Verein (Stand: 2022) ist gemeinnützig anerkannt. Durch seinen Status als An-Institut der Johannes Gutenberg-Universität Mainz ist das Institut zwar rechtlich eigenständig, aber in Forschung und Lehre durch wissenschaftliche Kooperationen gut vernetzt. So werden zahlreiche Positionen in Vorstand und Verwaltungsrat von Funktionsträgern der rheinland-pfälzischen Forschungslandschaft (u. a. der Universitäten Mainz, Koblenz, Trier) besetzt. Das IGL wird vornehmlich durch einen Landeszuschuss des Landes Rheinland-Pfalz sowie durch Mitgliedsbeiträge und Spenden finanziert. Zusätzlich werden für Projekte Finanzmittel in Form von Drittmitteln eingeworben. Die Mitglieder sind neben Einzelpersonen auch Forschungseinrichtungen und Institutionen vornehmlich aus Rheinland-Pfalz, aber auch aus dem gesamten Bundesgebiet und dem Ausland.

## Arbeitsweise
Der Verein versteht sich selbst als Netzwerk, das Verknüpfungen und Kooperationen von Forschungseinrichtungen, historisch und kulturhistorisch arbeitenden Vereinen und Institutionen sowie interessierten Einzelpersonen anstrebt und fördert. Dabei gilt stets das seit Institutsgründung vorangetragene Credo: Forschen – Vermitteln – Mitmachen. Das IGL hat sich zu einer modernen außeruniversitären Forschungseinrichtung und einem der wichtigsten Akteure des Landes im Bereich Public History entwickelt. Das Institut verfügt über eine sprachwissenschaftliche und eine historische Abteilung, legt jedoch größten Wert auf Interdisziplinarität. Neben zahlreichen Forschungsprojekten zu verschiedenen Epochen zählt das IGL vor allem die Vermittlung der Forschungsergebnisse an ein breites Publikum zu seinen Aufgaben. Ein großer Fokus liegt des Weiteren auf digitalen Angeboten, allen voran das große Internetportal zur lokalen und regionalen Geschichte.

## Forschungsschwerpunkte
Das interdisziplinär ausgerichtete Institut besteht aus den beiden Abteilungen Landesgeschichte und Landeskundliche Sprachforschung. Daraus ergeben sich wissenschaftliche Schwerpunkte in der landeskundlichen Geschichtsforschung und der regionalen Sprachforschung. Dabei ist stets der Bezug zum heutigen Bundesland Rheinland-Pfalz und ggf. für die historische Betrachtung zu wichtigen Nachbarregionen der maßgebliche Nenner.
Schwerpunkt der historischen Abteilung sind Themen vom Mittelalter bis ins 20. Jahrhundert, hier vor allem die Wirtschafts- und Unternehmensgeschichte, die jüdische Geschichte, die Demokratiegeschichte sowie Rechts- und Sozialgeschichte. Die sprachwissenschaftliche Abteilung behandelt vor allem Themen aus dem Bereich der Familien- und Flurnamen, der regionalen Fachsprachen und der Dialektforschung.
Aktuelle Projekte (in Auswahl):
Landesgeschichte

Demokratiegeschichte in Rheinland-Pfalz (z. B. zur Mainzer Republik und zum Hambacher Fest), Der Erste Weltkrieg und die Besatzungszeit im heutigen Rheinland-Pfalz, Weingeschichte, Jüdische Geschichte, Das Mainzer Kaufhaus am Brand, Klöster und Stifte in Rheinland-Pfalz, Die Ingelheimer Haderbücher, Die Mainzer Inschriften sowie Wirtschaftsgeschichte in Rheinland-Pfalz.
Regionale Sprachforschung

Das Anna und ihr Hund – Weibliche Rufnamen im Neutrum, Hunsrücker Platt, Wortatlas für Rheinhessen, Pfalz und Saarpfalz, Rheinfränkisches Familiennamenwörterbuch, Flurnamen und Weinlagenamen.

## Vermittlung vor Ort und digital
Neben der reinen Forschungsarbeit ist die Vermittlung historischer Zusammenhänge ein weiterer Schwerpunkt der Vereinsarbeit. Durch Vorträge, Publikationen, Exkursionen, Museums- und Wanderausstellungen, Tagungen und Kolloquien sowie pädagogische Angebote werden historische und sprachwissenschaftliche Projekte vermittelt. Über einen Newsletter und Social-Media-Auftritte bei Facebook und Twitter informiert das IGL zudem über regionalhistorische Neuigkeiten. Auch der landesweite Einsatz eines hauseigenen „Geschichtsmobils“ gehört zu den Vermittlungsangeboten des Instituts.
Bereits seit der Jahrtausendwende verstärkt das IGL seine Arbeit in den digitalen Formaten und stellt eine Vielzahl digitaler Angebote und ihre Inhalte kostenfrei zur Verfügung. Ausgehend von der Regionalgeschichte werden viele Forschungsprojekte in webbasierten Themenportalen aufbereitet. Den Projekten Wirtschaftsgeschichte in Rheinland-Pfalz, Der Erste Weltkrieg und die Besatzungszeit im heutigen Rheinland-Pfalz liegt klassische Forschungsarbeit zugrunde. Die Veröffentlichung in Form von Webportalen ermöglicht eine stetige Erweiterung und ist zudem besonders niedrigschwellig, sodass möglichst vielen Interessierten ein einfacher Zugang und eine eigene Beteiligung an den Projekten ermöglicht wird.
Maßgeblich für den neuen Schwerpunkt der Vereinsarbeit ist das landeskundliche Themenportal regionalgeschichte.net, das 2002 online ging. Die Website ist ein Internetportal zur regionalen und lokalen Geschichte einzelner Regionen in den Bundesländern Rheinland-Pfalz und dem Saarland. Das Portal hat sich die Bereitstellung historischer Information aus dem regionalen und lokalen Bereich zur Aufgabe gemacht und basiert auf dem Prinzip des Open Access. Gemäß dem Vereinsmotto Forschen – Vermitteln – Mitmachen können sich historisch interessierte und arbeitende Heimatforscher, Vereine und Institutionen dem Regionalportal als Lokalredakteure anschließen, um Forschungen und Beobachtungen zu einem historischen oder kulturellen Thema einzustellen.

## Publikationen
Das Institut für Geschichtliche Landeskunde ist Herausgeber folgender Schriftenreihen (Stand Mai 2021):
„Geschichtliche Landeskunde“, „Mainzer Vorträge“, „Beiträge zur Geschichte der Juden in Rheinland-Pfalz“, „Mainzer Beiträge zur Demokratiegeschichte“, „Wirtschaftsgeschichte des rheinland-pfälzischen Raums“, „Mainzer Studien zur Sprach- und Volksforschung“
Darüber hinaus erschienen bislang zahlreiche Einzelpublikationen.